# 细腰岩螺
细腰岩螺（学名：Thais mutabilis），是新腹足目骨螺科Thais属的一种。主要分布于中国大陆、台湾，常栖息在潮间带。